# Norte-Centro Histórico
Norte-Centro Histórico es una de las cinco localidades en que se encuentra dividida administrativa y políticamente la ciudad colombiana de Barranquilla.

## Ubicación
La localidad limita al nororiente con el río Magdalena, al norte con la acera sur de la carrera 46-Autopista Paralela al Mar hasta la calle 84 siguiendo hasta la calle 82 con carrera 64 hasta empalmar con el río Magdalena. Al sur con la carrera 38-Carretera del Algodón y al occidente con la carretera Circunvalar, incluyendo zona de expansión urbana y rural.

## División político-administrativa
La localidad cuenta con 44 barrios y es administrada por un alcalde local y una Junta Administradora Local integrada por quince (15) ediles.
| - Alameda del Río - América. - Barlovento. - Barranquillita. - Barrio Abajo. - Bellavista. - Betania. - Boston. - Campo Alegre. - Centro. - Ciudad Jardín. - Colombia. - El Boliche. - El Castillo. - El Golf. - El Porvenir. - El Prado. - El Recreo. - El Rosario. - El Tabor. - Granadillo. - Industrial Vía 40. - La Bendición de Dios. | - La Campiña. - La Concepción. - La Cumbre. - La Felicidad. - La Loma. - Las Colinas. - Las Delicias. - Las Mercedes. - Los Alpes. - Los Jobos. - Los Nogales. - Miramar. - Modelo. - Montecristo. - Nuevo Horizonte. - Paraíso. - Parque Rosado. - San Francisco. - Santa Ana. - Villa Country. - Villa Tarel. - Villanueva. |

## Sitios de interés
- Centro Histórico
- Paseo de Bolívar
- Teatro Amira de la Rosa
- Catedral Metropolitana María Reina de Barranquilla, sede de la Arquidiócesis de Barranquilla
- Complejo Cultural de la Antigua Aduana
- Parque Cultural del Caribe
- Parque Mariposas Amarillas
- Zoológico de Barranquilla
- Centro Comercial Portal del Prado
- Centro Comercial Único Outlet
- Plaza de la Paz
- Plaza de San Nicolás
- Plaza de San Roque
- Intendencia Fluvial - Museo del río Magdalena
- Coliseo Elías Chegwin
- Estadio Romelio Martínez
- Estadio Édgar Rentería
- Parque de los sueños
- Parque Luis Carlos Galán Sarmiento
- Parque Suri Salcedo
- Parque del Sagrado Corazón.
- Parque Venezuela.
- Museo Antropológico y Etnológico
- Casa del Carnaval de Barranquilla
- Museo del Carnaval
- Avenida del Río
- Calle 72